# Planet of Fire
Planet of Fire (Planète de feu) est le cent-trente-quatrième épisode de la première série de la série télévisée britannique de science-fiction Doctor Who. Originellement diffusé sur la chaîne BBC One en quatre parties du 23 février au 2 mars 1984, cet épisode voit l'arrivée de Nicola Bryant dans le rôle de Peri Brown et le départ de Mark Strickson qui jouait le rôle de Vislor Turlough, ainsi que celui de Kamelion dont la voix était jouée par Gerald Flood.

## Accroche
Le Docteur et Turlough arrivent à Lanzarote pour enquêter sur un signal de détresse capté par le TARDIS. Turlough y sauve de la noyade une étudiante américaine, Peri Brown et remarque qu'elle possède un sceau issue de sa planète, Trion. Ils font route vers la planète Sarn où les indigènes vénèrent un dieu ancien nommé Logar. Au même moment, le Maître se sert de Kamelion afin de pouvoir s'emparer des propriétés régénératrices de la planète.

## Distribution
- Peter Davison — Le Docteur
- Mark Strickson — Vislor Turlough
- Gerald Flood — Voix de Kamelion
- Nicola Bryant —  Peri Brown
- Anthony Ainley — Le Maître
- Dallas Adams — Howard Foster
- Michael Bangerter — Curt
- Peter Wyngarde — Timanov
- Barbara Shelley — Sorasta
- James Bate — Amyand
- Jonathan Caplan — Roskal
- Edward Highmore — Malkon
- Max Arthur — Zuko
- John Alkin — Lomand
- Simon Sutton — Lookout

## Résumé
L'épisode s'ouvre dans le monde désertique de Sarn, où les indigènes, gouvernés par leur chef Timanov, prient le dieu du feu Logar. Un des Sarn, Malkon est considéré comme l'élu pour avoir été trouvé près de la montagne sacrée où se trouve Logar et possédé une marque en forme de double triangle sur la peau. Toutefois, lorsque deux "non-croyant" nommés Amyand et Roskal grimpent la montagne sacrée sur laquelle se trouverait Logar, ils ne le trouvent pas. Pendant ce temps-là, sur Terre, près de l'île de Lanzarote, une équipe archéologique dirigée par le professeur Howard Foster découvre un artefact de métal présentant le même symbole. Il a une dispute avec sa belle-fille, Perpugilliam Brown, qui souhaite partir aux États-Unis. Cherchant à lui faire rater son vol, il la laisse seule sur un bateau au large des côtes.
L'artefact ayant envoyé un signé de détresse, le TARDIS se pose non loin. Turlough voit sur les écrans Péri en train de se noyer après avoir tenté de rentrer à la nage. Il la sauve. On découvre que Turlough possède le symbole du double triangle sur la peau, lui aussi. Le Docteur revient et retrouvant la destination du message de détresse fini par poser le TARDIS sur Sarn. Alors que le Docteur et Turlough sont partis en exploration, Kamelion se retrouve possédé par son ancien possesseur, le Maître. Peri, témoin du changement, se sauve du TARDIS, emportant avec elle un composant nécessaire pour le faire démarrer et Kamelion possédé par le Maître la poursuit sur les rives des volcans de Sarn.
Le Docteur et Turlough font la rencontre des « non-croyants » et leur expliquent que les volcans vont bientôt entrer en éruption et qu'ils risquent tous de mourir. L'inspection de machines sur place informe Turlough que les habitants de Sarn descendent de colons venus de sa planète, Trion. Observant le signe sur sa peau, les habitants de Sarn pensent que Turlough est l'élu. Celui-ci se rend compte que Malkon est sans doute son frère. Seulement, Kamelion, toujours possédé par le Maître, se fait passer pour une autre figure prophétique, l'Outsider, et ordonne que les non-croyants et le Docteur soient brûlés. S'ensuit une émeute au cours de laquelle Malkon se fera toucher.
Turlough s'énerve en apprenant que son frère est touché et explique qu'une partie de sa famille a été envoyée en exil après une révolution contre le clan qui gouverne la planète et que la marque qu'ils possèdent est le signe de leur bannissement. Si son frère s'est retrouvé sur Sarn, lui fut envoyé sur Terre et éduqué à l'école de Brendan en Angleterre sous la surveillance d'un agent de Trion. Pendant ce temps, le Kamelion-Maître a pris Peri au piège et l'enferme dans son TARDIS pour qu'elle obéisse à ses ordres. Mais, en ouvrant une boite noire elle découvre le véritable Maître, miniaturisé à la suite d'une expérience désastreuse. Le Maître tente de gagner le pouvoir sur Sarn afin d'utiliser les pouvoirs régénérant des gaz issus des volcans de la planète et retrouver sa vraie forme.
Réalisant que l'explosion volcanique va détruire Sarn, Turlough décide de contacter Trion, quitte à abandonner sa propre liberté. Il réussit toutefois à programmer le TARDIS pour qu'il puisse venir en aide au Docteur et le sauver, ainsi que Peri. Celui-ci est contraint de détruire Kamelion sur sa demande. Il voit aussi le Maître retrouver sa taille normale grâce aux feux du volcan, puis être brûlé par d'autres feux. Hésitant à l'aider, le Docteur le laisse mourir. Pendant ce temps la colonie est évacuée, même si Timanov refusant de nier sa foi envers le dieu du feu, décide de rester. Turlough apprend par les envoyés de Trion que la situation politique là bas a changé et qu'il n'est plus un renégat. Il décide de partir là bas avec son frère. Le Docteur souhaite ramener Peri, mais celle-ci le supplie de l'emmener voyager expliquant qu'elle a trois mois de vacances. Le Docteur, un peu réticent, fini par accepter.

### Continuité
- Au début de l'épisode, le Docteur et Turlough reparlent des Daleks et du départ de Tegan en référence à l'épisode précédent.
- C'est le dernier épisode à faire apparaître Kamelion et Turlough en tant que personnages récurrents et le premier épisode à faire apparaître Peri Brown.
- Cet épisode reprend l'idée d'un Kamelion contrôlé par le Maître, tel que cela avait été établi dans « The King's Demons. » Le Maître est réduit à cause de son tissu de compression, une arme qu'il utilisait déjà dans « Terror of the Autons » et « Logopolis. » Afin de titiller le spectateur sur ses origines, le Maître prononce la phrase "tu ne vas quand même pas tuer ton propre..." avant de disparaître.
- Les costumes portés par les personnages dans cet épisode ne sont pas les mêmes que leurs vêtements habituels en partie à cause du climat chaud de l'île de Lanzarote.

### Référence culturelles
- Peri compare la statue d'Eros à Elton John.

## Production

### Écriture
L'épisode fut confié au scénariste et réalisateur Peter Grimwade afin de s'excuser de l'abandon de "The Return", un épisode qui fut annulé à la suite d'une grève des techniciens lumière à la BBC. Une idée à la de base de l'épisode vient d'une carte postale envoyée par la réalisatrice Fiona Cumming depuis l'île de Lanzarote à la production de Doctor Who au moment où elle prenait des vacances forcées à la fin de l'année 1982, la production de « Enlightenment » ayant été décalée à la suite d'un mouvement de grève. Le producteur John Nathan-Turner se dit que ce lieu serait idéal pour tourner un épisode de la série et il fut demandé à Grimwade d'écrire un scénario utilisant le lieu. Grimwade prévoyait que l'île soit utilisée pour servir à deux décors différents : l'île grecque fictive d'Aeschyllos et la planète Sarn. Il dut rechanger le scénario et abandonner des détails historiques car l'office de tourisme de Lanzarote souhaitait que l'action se passe sur place. Peu familier avec l'île, Grimwade demanda à Nathan-Turner de rejoindre l'équipe de production lors des repérages, mais cela lui fut refusé.
Cet épisode devait voir le départ de Mark Strickson et son personnage de Turlough, dont Grimwade avait écrit les débuts dans « Mawdryn Undead. » Strickson souhaitait partir de la série car il sentait que son personnage n'était pas assez développé à cause du format de 25 minutes qui obligeait des cliffhangers incessant. Il ignorait que la série allait passer à des épisodes de 50 minutes l'année d'après. Une autre contrainte fut d'écrire une fin pour Kamelion, le compagnon robot introduit dans « The King's Demons » et dont l'accessoire, en l'absence de son créateur, décédé un an auparavant, était difficilement maniable. L'équipe de production n'étant pas sûre de pouvoir déplacer l'accessoire robotisé jusqu'à Lanzarote, Grimwade décida que celui-ci prendrait l'apparence d'Howard lors de ses tentatives pour redevenir lui-même.
De plus, le scénario devait introduire Perpugilliam Brown, créée par Nathan-Turner et le script-éditor (responsable des scénarios) Eric Saward durant le mois de février 1983. Ceux-ci trouvait que la série avait trop de personnages secondaires et souhaitaient un compagnon unique qui puisse être américain afin de toucher le marché des USA et de se rapprocher de séries comme Dallas (série télévisée, 1978) ou Dynastie. Ayant trouvé le prénom "Perpugilliam" en clin d'œil aux prénoms ridicules donné par les américains, Nathan-Turner voulait faire d'elle un personnage qui puisse aussi être une assistante à l'image du duo formé par Jo Grant et le troisième Docteur. Le personnage originellement écrit par Grimwade devait être une blonde qui choisissait de rester avec le Docteur parce que celui-ci ressemble à son vrai père, mort plusieurs années plus tôt. Eric Saward fit de nombreuses modifications sur le scénario, changeant le personnage de Peri et diminuant la critique religieuse de l'épisode.
Une dernière contrainte que l'épisode devait inclure était l'apparition du Maître dans l'épisode. Le contrat d'Anthony Ainley arrivant à expiration, le scénario devait faire en sorte que le personnage puisse être supprimé de façon potentiellement permanente, au cas où Ainley ne souhaitait pas revenir dans la série. Le 29 mars 1983, Grimwade fut engagé pour écrire un scénario intitulé "Planet of Fire" ou "Planet of Fear" ("la planète de la peur") selon certaines sources. L'intégralité des scripts fut commissionnée le 20 avril. Après cet épisode, Grimwade fut embauché pour tourner un épisode intitulé “League Of The Tandreds”("la ligue des Tandreds") qui fut abandonné. Celui-ci abandonna par la suite toute collaboration avec la série, assez fâché par l'attitude de John Nathan-Turner.

### Casting
- L'actrice Nicola Bryant fut retenue pour le rôle de Peri après avoir été diplômée de la Webber Douglas Academy of Dramatic Art. Contrairement à son personnage de Peri, elle était anglaise mais mariée à un américain et citoyenne du pays américain. John Nathan-Turner lui demanda de cacher son statut marital ainsi que sa vraie nationalité[4]. Après avoir été présentée à la presse le 5 juillet, elle maintint l'illusion en gardant un accent américain lors d'interviews[3].
- À l'origine le personnage de Foster devait être joué par un acteur plus âgé afin de rappeler l'archéologue Howard Carter.

### Tournage
La réalisatrice choisie pour tourner l'épisode fut évidemment Fiona Cumming qui avait suggéré le lieu. C'est elle qui demandera à Anthony Ainley de jouer son personnage de manière encore plus exagérée que d'habitude, là où celui-ci souhaitait être plus subtil. Cet épisode est le dernier qu'elle a tourné pour la série.
Le tournage débuta le 14 octobre 1983 sur l'île de Lanzarote, à Playa Papagayo pour les scènes se déroulant sur le bateau et sur la plage. C'était le premier jour de tournage de Nicola Bryant et il fut interrompu par un nudiste allemand qui pensait qu'elle était réellement en train de se noyer Après avoir été présentée à la presse le 5 juillet, elle a maintenu l'illusion sur ses origines en donnant des interviews avec l'accent américain. Le 15, l'équipe tourna les scènes dans la maison de Timanov à "Mirador del Rio" ainsi que les scènes sur les quais et dans les cafés à Orzola. Du 17 au 21 octobre, le tournage des scènes d'extérieurs de la planète Sarn se déroula près des Montañas del Fuego au parc National de Timanfaya. La dernière nuit, l'équipe eu des problèmes avec la police car les acteurs Dallas Adams et Peter Wyngarde avaient volés des tortues gardées à l'hôtel afin de les rejeter dans la mer.
La première session de tournage en studio se déroula les 26 et 27 octobre 1983 au studio 8 du Centre télévisuel de la BBC et concernait les scènes dans le bunker, le tunnel dans le centre de contrôle sismologique et dans le Hall du feu. La seconde session eu lieu du 9 au 11 novembre 1983 au studio 6 et se concentrait sur les scènes se situant dans le centre de contrôle sismologique, le TARDIS, le vaisseau Trion, les ruines de Sarns, le laboratoire et le TARDIS du Maître ainsi que sur les effets spéciaux.

## Diffusion et Réception
| Épisode                                                                                                | Date de diffusion | Durée | Téléspectateurs en millions | Archives            |
| --- | ----------------- | ----- | --------------------------- | ------------------- |
| Épisode 1                                                                                              | 23 février 1984   | 24:26 | 7,4                         | Bandes couleurs PAL |
| Épisode 2                                                                                              | 24 février 1984   | 24:20 | 6,1                         | Bandes couleurs PAL |
| Épisode 3                                                                                              | 1er mars 1984     | 23:57 | 7,4                         | Bandes couleurs PAL |
| Épisode 4                                                                                              | 2 mars 1984       | 24:44 | 7,1                         | Bandes couleurs PAL |
| Diffusé en quatre parties du 23 février au 2 mars 1984, l'épisode fit un score d'audience assez moyen. |                   |       |                             |                     |

### Critiques
L'épisode reçu un accueil mitigé. En 1995, dans le livre « Doctor Who : The Discontinuity Guide », Paul Cornell, Martin Day, et Keith Topping trouvent que Peri s'en sort bien pour son premier épisode. Ils trouvent qu'il ne se passe pas grand chose dans l'histoire mais qu'elle est correctement écrite et que le tournage en extérieur est excellent. Les auteurs de « Doctor Who : The Television Companion » (1998) estiment quant à eux que le scénario est "moins une histoire qu'une série d'explications" dû au grand nombre d'événements lié au changement de casting de la série qui cannibalise le temps qui aurait pu être consacré aux intrigues sur Sarn. Ils trouvent que le Maître joué par Anthony Ainlein possède de très mauvais dialogues alors qu'une chance était pour lui de jouer un méchant plus subtil. Ils trouvent que Nicola Bryant fait une bonne performance qui permet de compenser le départ de Turlough.
En 2012, Patrick Mulkern de Radio Times remarque que l'épisode possède un sous-texte homosexuel, notamment dans le rapport entre "le vieux sage Timanov éduquant le jeune Malkon" sans parler du côté "immanquablement phallique de l'objet trouvé par Howard, Curt et Peri." Il raconte aussi avoir été sur le plateau de l'épisode à l'époque.

## Novélisation
L'épisode fut romancé par Peter Grimwade lui-même et publié en février 1985 avec une couverture d'Andrew Skilleter. Le roman porte le numéro 93 de la collection Doctor Who des éditions Target Books. Le roman commence sur un prologue qui juxtapose l'échouage du bateau du professeur Foster et l'atterrissage en catastrophe du vaisseau qui transporte la famille de Turlough sur Sarn. La ligne finale ambiguë du Maître fut enlevé. Ce roman n'a jamais connu de traduction à ce jour.

## Éditions commerciales
L'épisode n'a jamais été édité en français, mais a connu plusieurs éditions au Royaume-Uni et dans les pays anglophones.
- L'épisode est sorti en VHS en septembre 1998.
- L'épisode fut édité en DVD le 14 juin 2010 dans une version restaurée sur un coffret nommé "Kamelion Tales" avec l'épisode  « The King's Demons. » L'édition contient les commentaires audios de Peter Davison, Nicola Bryant, Mark Strickson et de la réalisatrice Fiona Cumming, ainsi qu'une édition spéciale supervisée par Fiona Cumming, une préquelle inédite, des scènes coupées et d'autres bonus. Cet épisode fut réédité dans le cadre des Doctor Who DVD Files en juin 2013.